# The Beginning After the End
«The Beginning After the End» (яп. 最強の王様、二度目の人生は何をする?, Saikyō no Ōsama, Futatabime no Jinsei wa Nani o Suru?, досл. Початок після кінця: Що могутній король робитиме у своєму другому житті?) — американська вебновела, написана TurtleMe та ілюстрована індонезійською художницею Fuyuki23. Її серіалізація розпочалася на Tapas у січні 2017 року. Вебтун-адаптація, також ілюстрована Fuyuki23, почала серіалізацію на Tapas у липні 2018 року. Yen Press публікує вебкомікс англійською мовою; станом на серпень 2024 року вийшло шість томів. Аніме-телесеріал, створений Studio A-Cat, транслювався з квітня по червень 2025 року.

## Сюжет
Сюжет розповідає про життя покійного короля Грея після його передчасної та загадкової смерті. Переродившись Артуром Лейвіном, він прагне виправити помилки минулого на яскравому новому континенті Дікатен, у світі магії та фантастичних істот. Озброєний знаннями могутнього короля у свої тридцять з гаком років, Артур проживає своє нове життя як дитина двох відставних шукачів пригод, яка володіє магією і знаходить мету в кожному своєму новому досвіді — чого йому бракувало в попередньому житті. Коли добра дракониця жертвує своїм життям, щоб захистити його, Артур вирішує прожити щире, добре та сміливе життя з тими, кого любить. За допомогою загубленої принцеси ельфів та Ельфійського королівства Еленоір, Артур починає свою довгу подорож, щоб знайти своє справжнє місце у світі.
З плином років Артур все більше і більше освоюється в цьому світі, утверджуючись як молода, але шанована постать. Однак, відчуття дежавю охоплює його, коли назріває війна між Дікатеном та Вітрою, кланом вигнаних божеств, які тепер панують на далекому континенті. Артур повинен стати лідером, попри свій страх знову перетворитися на загартованого війною монстра, яким він був у минулому житті. Коли війна розгорається, Артур дізнається, що він не випадково переродився в цьому світі… і він був не єдиним.

## Персонажі
Артур Лейвін / Король Грей
Сейю: Нацумі Фудзівара (Артур), Макото Фурукава (Король Грей)
Рейнольдс Лейвін
Сейю: Ямато Кіндзьо
Аліса Лейвін
Сейю: Рена Маеда
Жасмін Флеймсворт
Сейю: Чіакі Омігава
Дурден Вокер
Сейю: Шінья Такахасі
Адам Кренш
Сейю: Тайхі Кімура
Анжела Роуз
Сейю: Ріко Акечі
Гелен Шард
Сейю: Мію Огура

## Медіа

### Роман
Написаний корейсько-американським письменником Брендоном Лі, більш відомим як TurtleMe, та ілюстрований Fuyuki23, веброман почав серіалізацію на Tapas 18 січня 2017 року.

#### Томи
- The Beginning After the End: Early Years (Ранні роки, том 1)
- The Beginning After the End: New Heights (Нові висоти, том 2)
- The Beginning After the End: Beckoning Fates (Манливі долі, том 3)
- The Beginning After the End: Horizon's Edge (Край горизонту, том 4)
- The Beginning After the End: Convergence (Зближення, том 5)
- The Beginning After the End: Transcendence (Трансцендентність, том 6)
- The Beginning After the End: Divergence (Розходження, том 7)
- The Beginning After the End: Ascension (Вознесіння, том 8)
- The Beginning After the End: Amongst the Fallen (Серед полеглих, том 8.5)
- The Beginning After the End: Reckoning (Розплата, том 9)
- The Beginning After the End: Retribution (Відплата, том 10)
- The Beginning After the End: Providence (Провидіння, том 11)

### Вебтун
Вебтун-адаптація, також ілюстрована Fuyuki23, розпочала серіалізацію на платформі Tapas 7 липня 2018 року. У червні 2023 року Fuyuki23 припинила роботу над ілюстраціями до вебтуну. Керівництво Kakao Entertainment, материнської компанії Tapas, повідомило, що адаптація у форматі вебтуну була спеціально розроблена для північноамериканського ринку. На виставці New York Comic Con у 2021 році видавництво Yen Press анонсувало випуск вебкоміксу у друкованому форматі. Станом на березень 2025 року було випущено сім друкованих томів.

#### Сезони
| Том                                   | Глави | Початок випуску  | Кінець випуску    |
| ------------------------------------- | ----- | ---------------- | ----------------- |
| 1                                     | 25    | 7 липня 2018     | 20 квітня 2019    |
| 2                                     | 37    | 31 липня 2019    | 20 березня 2020   |
| 3                                     | 23    | 29 травня 2020   | 27 листопада 2020 |
| 4                                     | 40    | 1 січня 2021     | 15 грудня 2021    |
| 5                                     | 49    | 31 грудня 2022   | 24 січня 2023     |
| Jasmine: Wind-Borne (побічна історія) | 10    | 4 листопада 2023 | 30 грудня 2023    |
| 6                                     | 28    | 11 травня 2024   | Дотепер           |
| Загалом                               | 212   | Н/Д              | Н/Д               |

#### Томи
| № | Дата виходу       | ISBN                   |
| - | ----------------- | ---------------------- |
| 1 | 2 серпня 2022     | ISBN 978-1-97-534563-1 |
| 2 | 28 лютого 2023    | ISBN 978-1-97-534564-8 |
| 3 | 18 липня 2023     | ISBN 978-1-97-537308-5 |
| 4 | 21 листопада 2023 | ISBN 978-1-97-537309-2 |
| 5 | 23 квітня 2024    | ISBN 978-1-97-537310-8 |
| 6 | 20 серпня 2024    | ISBN 978-1-97-537311-5 |
| 7 | 25 березня 2025   | ISBN 979-8-85-541343-4 |
| 8 | 22 липня 2025     | ISBN 979-8-85-541344-1 |

### Аніме
Аніме-телесеріал був анонсований 19 жовтня 2024 року на New York Comic Con. Його виробництвом займається Studio A-Cat під режисурою Кейтаро Мотонаги, сценарій серіалу пише Такаміцу Коно, дизайн персонажів розробляє Масамі Суеока, а музику створює Кейджі Інай. ПСеріал транслювався з 2 квітня по 18 червня 2025 року в програмному блоці +Ultra телеканалу Fuji TV, а також на AT-X. Початковою темою є пісня «Kingsblood» у виконанні Kala, а завершальною — «Mahiru no Tsuki» (яп. 真昼の月, «Полуденний місяць») у виконанні Seiza. Серіал транслюється на Crunchyroll. Одночасно було створено англійський дубляж, прем'єра якого відбулася 16 квітня 2025 року.
Спочатку перший сезон планувалося транслювати двома частинами, загалом 24 епізоди. Однак після трансляції 11 епізоду Crunchyroll оголосив, що сезон завершиться 12 епізодом, а прем'єра другого сезону відбудеться у 2026 році

#### Серії
| № серії | Назва серії                                                                           | Режисер(и)                      | Сценарист(и)  | Режисер(и) анімації             | Оригінальна дата показу |
| --- | ------------------------------------------------------------------------------------- | ------------------------------- | ------------- | ------------------------------- | ----------------------- |
| 1 | «Відродження Короля» Транслітерація: «Ōsama, Umare Kawaru» (яп. 王様、生まれ変わる。) | Кейтаро Мотонага                | Такаміцу Коно | Гоічі Івахата, Кейтаро Мотонага | 2 квітня 2025           |
| Грей, наймогутніший і найкровожерливіший король у світі, раптово помирає у віці близько 35 років без будь-якої очевидної причини. Пливучи в безодні, голос наполегливо закликає його шукати світло. Він несподівано прокидається в альтернативному світі як новонароджений Артур Лейвін, первісток відставних авантюристів Рейнольдса та Аліси. Спочатку він шалено злиться, що його звели до безпорадного немовляти, але незабаром він виявляє, що люди в цьому світі використовують незнайому силу, яка називається магією. Сповнений рішучості захистити себе, набуваючи якомога більшої сили, Артур використовує будь-яку можливість, щоб навчатися, таємно читаючи книги своїх батьків. Він дізнається, що його новий дім — це континент Дікатен, який містить три королівства: Сапін — країну людей, Дарв — підземну країну гномів та Еленоір — лісову країну ельфів. Бувши майстром Кі у своєму старому світі, Артур практикує магію за кожної нагоди та накладає своє перше заклинання лише у два роки, поранивши Рейнольдса та зруйнувавши їхній будинок. Ніколи не відчувавши сім'ї у своєму минулому житті, він збентежений почуттям провини та усвідомлює, що навчився любити своїх батьків, і плаче вперше за обидва свої життя. |                                                                                       |                                 |               |                                 |                         |
| 2 | «Король під ударом» Транслітерація: «Ōsama, Osowareru» (яп. 王様、襲われる。)         | Хонамі Інамура                  | Такаміцу Коно | Такаші Іїда                     | 9 квітня 2025           |
| Артур згадує, як посланець іншої держави намагався його вбити, тому він стратив сім'ю цього чоловіка, щоб позбавити їх від років тортур, і посланець подякував йому за це. Рейнольдс починає навчати Артура володінню мечем і вражений тим, що Артур уже є вправним фехтувальником. Розуміючи, що вони з Алісою не здатні належним чином тренувати Артура, вони переїжджають до міста Ксірос, щоб знайти йому наставника. Для подорожі вони наймають свою стару команду «Два Роги» як охоронців. Артур дізнається, що Аліса — особливо рідкісний маг-Емітер, який може використовувати цілющу магію. Адам, списоносець «Двох Рогів», вирішує перевірити здібності Артура, в бою з яким Артур програє, оскільки він не звик битися з таким маленьким тілом. Жасмін, розвідниця «Двох Рогів», помічає, як Артур використовує Кі на своїх ногах, щоб збільшити свою швидкість. Навчивши її цьому, вона дарує йому ніж. На них нападають бандити, які шукають Алісу. Рейнольдс повідомляє, що Аліса вагітна. Маг-бандит атакує, і Артура скидає з обриву, але він використовує ніж Жасмін, щоб затягнути мага за собою, захищаючи Алісу та свою майбутню сестру чи брата. Падаючи, він усвідомлює, чому посланець подякував йому, відчуваючи, що може померти щасливим, знаючи, що Аліса виживе. Артур прокидається в лісі біля підніжжя обриву, і його зустрічає жахлива потвора, яка вітає його на ім'я.                                                                                          |                                                                                       |                                 |               |                                 |                         |
| 3 | «Зустріч з Королем» Транслітерація: «Ōsama, Deau» (яп. 王様、出会う。)                | Кейтаро Мотонага                | Такаміцу Коно | Шірахата Боб                    | 16 квітня 2025          |
| Потвора, на ім'я Сільвія, запевняє, що є союзницею Артура, і допомагає йому оговтатися. Згодом вона показує Артуру, що він був непритомний кілька днів, і його батьки були змушені продовжити свою подорож без нього. Минає ще більше часу, і хоча Артур хоче покинути ліс, він сповнений чудовиськ, а Сільвія не може залишити свою печеру. Сільвія показує Артуру, що можна використовувати магію, одночасно поглинаючи більше енергії з довкілля, що дозволяє безкінечно накладати заклинання. Однак вона відмовляється навчати його, доки зло живе в його серці. Зрештою, Артур усвідомлює, що не може повторити своє колишнє життя, сповнене ненависті та насильства, і клянеться захищати інших. Тим часом інша потвора, ідентична Сільвії, шукає її. Після багатьох зусиль Артур опановує здібність Сільвії. Друга потвора знаходить Сільвію, яка швидко ховає Артура. Сільвія розкриває свою справжню форму білого дракона та тимчасово зупиняє час. Вона нагадує Артуру про його обіцянку допомагати іншим і дає йому магічний кристал, одне зі своїх пір'їн та татуювання, схоже на її власні відмітини на тілі. Після емоційного прощання, де Артур визнає її своєю названою бабусею, вона використовує залишки своєї магії, щоб телепортувати Артура якомога ближче до його батьків, розморожує час і атакує іншу потвору вибухом, який руйнує печеру. Артур прокидається сам у лісі та починає свою подорож, щоб вижити, доки не знайде своїх батьків.                             |                                                                                       |                                 |               |                                 |                         |
| 4 | «Врятована королем» Транслітерація: «Ōsama, Tasukeru.» (яп. 王様、助ける。)           | Сюндзі Йосіда                   | Сатоко Секіне | Такаші Іїда                     | 23 квітня 2025          |
| Артур стає свідком перевезення работорговцями юної ельфійки. Він ліквідує трьох нападників, але їхній лідер виявляється магом, якого Артур вбиває у важкій дуелі. Дівчинка нагадує йому знайому жінку. Артур хоче відправити її додому в Еленоір, але вона занадто мала для самостійної подорожі, тому він вирішує її супроводжувати. Він дізнається, що її звати Тессія Ераліт, і вона хоче стати магом. Артур помічає, що вовк работорговців їх переслідує. Подорож його дратує, бо заважає шукати батьків, а також його мучать болі в мана-ядрі. Під час одного з нападів вовк приносить їм їжу. Вони доходять до порталу в Еленоір, куди Тессія його затягує. В Еленоірі Артура хапають ельфійські солдати, а Тессія байдуже спостерігає. |                                                                                       |                                 |               |                                 |                         |
| 5 | «Випробування короля» Транслітерація: «Ōsama, Tamesareru.» (яп. 王様、試される。)     | Норіхіко Нагахама               | Аюмі Секіне   | Такаші Іїда                     | 30 квітня 2025          |
| Тессія раптово просить солдатів зупинитися, але вони планують його стратити. Їх зупиняє дідусь Тессії, Віріон, колишній король ельфів, і Артур розуміє, що Тессія — принцеса. Її батьки, король Алдуїн і королева Меріал, вимагають арешту Артура, але Тессія просто кричить на них, поки вони не поступаються. Артур залишається в замішанні, чому Тессія виявила таку ворожість до нього, коли вони вперше прибули. У замку він пояснює, що загубився зі своїми батьками і врятував Тессію від работорговців, хоча не згадує Сільвію. Артур просить повернути його до Сапіна, але Алдуїн пояснює, що єдиний портал до Сапіна не можна буде відкрити ще п'ять років, тому після наполягання Тессії він погоджується відправити з Артуром охоронців пішки. Артур починає сумніватися, чи взагалі його батьки захочуть його повернення. Тессія виводить його з раптової депресії, і він розуміє, що поводився нерозумно. З'являється Віріон і просить дуель, оскільки йому цікаво, як Артур самотужки переміг работорговців. Артур перемагає, тому Віріон вперто вимагає другої дуелі, поки Тессія не сварить його за знущання. Віріон пропонує Артуру стати його учнем, оскільки він визначив, що біль у мана-ядрі Артура походить від набуття Волі Звіра, і якщо він не навчиться її використовувати, то помре. |                                                                                       |                                 |               |                                 |                         |
| 6 | «Тренування короля» Транслітерація: «Ōsama, Shugyō Suru» (яп. 王様、修行する。)       | Сюндзі Йосіда                   | Тоуко Мачіда  | Такехіро Накаяма                | 7 травня 2025           |
| Уві сні Артур відчуває біль у своєму ядрі як тіньовий монстр. Віріон вирішує взяти Артура до свого старого друга. Він також попереджає Артура, що як спадкоємиця престолу Тессія часто ставала об'єктом маніпуляцій з боку людей, які вдавали її друзів, тому, якщо вона йому довіряє, Артур має бути для неї особливим. Другом Віріона є ельфійська чарівниця Рінія Даркассан, віщунка, яка відчуває минуле та майбутнє. З її допомогою Артур передає телепатичне повідомлення своїм схвильованим батькам, повідомляючи, що з ним усе гаразд і він приєднається до них у Ксіросі, як тільки вилікується. Сповнений рішучості знову їх побачити, Артур погоджується стати учнем Віріона. Тессія наполягає на тому, щоб показати Артуру Еленоір, але вони стикаються з кількома дітьми, яких знає Тессія, включно з Фейрітом Івсааром, одним із фальшивих друзів, про яких згадував Віріон. Розлючена Тессія віддає перевагу Артуру, і Фейріт викликає Артура на дуель. Оскільки відмова знеславить би Віріона, Артур приймає виклик і одним ударом нокаутує Фейріта. Наступного дня Артур починає своє навчання приборканню звірів із Віріоном, сповнений рішучості опанувати все, чого той може його навчити. Через три роки Артур і Тессія подорослішали та стали сильнішими у своїх здібностях. |                                                                                       |                                 |               |                                 |                         |
| 7 | «Король прощається.» Транслітерація: «Ōsama, Owakare Suru.» (яп. 王様、お別れする。)  | Кейтаро Мотонага                | Сатоко Секіне | Шірахата Боб                    | 14 травня 2025          |
| Віріон пояснює, що Артур не може використовувати чаклунство, оскільки Воля Звіра порушує баланс між його тілом та ядром. Після трьох років навчання Віріон вирішує, що настав час пробудити Волю Звіра, що дозволить Артуру приручати тварин. Однак пробудження Волі Звіра викликає магічний вибух, і Артур змушений зізнатися, що його Воля Звіра походить від дракона. Віріон повідомляє, що Артур може покинути Еленоір, оскільки портал до Сапіна відкривається на 2 роки раніше для масштабного культурного обміну між ельфами, гномами та людьми. Тієї ночі з кристала, який Артур отримав від Сільвії, вилуплюється маленька чорна дракониця, яка сприймає його як батька. Артур називає її Сільві. Віріон робить висновок, що пробудження його Волі Звіра спричинило вилуплення Сільві. Артур вперше після їхньої дуелі зустрічає Фейріта. З'ясовується, що Фейріт насправді хотів бути другом Артура. Тессія засмучена тим, що багато дітей, таких як Фейріт, беруть участь у культурному обміні, але вона не може поїхати через загрози безпеці. Віріон дає Артуру компас з Королівською Печаткою Еленоіра, що дозволяє йому відвідувати Еленоір, коли забажає. Тессія ледь не пропускає свій шанс попрощатися перед від'їздом Артура. Артур прибуває до Ксіроса, літаючого міста, збудованого на плавучому острові, і прямує до нового будинку своїх батьків, де зустрічає свою молодшу сестру Елеонор.                                                                              |                                                                                       |                                 |               |                                 |                         |
| 8 | «Возз'єднання з королем» Транслітерація: «Ōsama, Saikai Suru.» (яп. 王様、再会する。) | Норіхіко Нагахама               | Тоуко Мачіда  | Такаші Іїда                     | 21 травня 2025          |
| Артур розповідає своїм щасливим батькам історію своєї відсутності, окрім Сільвії, яку він тримає в таємниці. Рейнольдс, який тепер працює охоронцем в аукціонному домі, зацікавлений силою Артура, що майже дорівнює його власній у такому юному віці. До них навідуються бос Рейнольдса Вінсент Холстеа, його дружина Табіта та дочка Лілія. Вінсент вражений силою Артура, яка легко перевершує 12-річних студентів з Магічної Академії Ксіроса. Рейнольдс просить провести тренувальний двобій, використовуючи свою магію вогню, але Артур доводить його до пату, використовуючи просунуту магію вогню та води. Оскільки вкрай рідко можна контролювати більше одного елемента, Вінсент пропонує зарахувати Артура до Академії Ксіроса, навіть пропонуючи оплатити навчання самому та забезпечити його прийняття, незважаючи на те, що йому лише 8 років. Лілія знайомить Артура зі слугами, які розповідають, що Лілія часто турбується про своє майбутнє, оскільки її батьки відчайдушно сподіваються, що вона пробудить мана-ядро і стане успішним магом. Наступного ранку до Артура навідуються Twin Horns, усі вони раді його бачити, особливо Жасмін, яка шкодує, що не змогла запобігти падінню Артура зі скелі. Бачачи їх, Артур зацікавлюється життям авантюриста, що дозволило б йому відвідати інші королівства. |                                                                                       |                                 |               |                                 |                         |
| 9 | «Король навчає» Транслітерація: «Ōsama, Oshieru.» (яп. 王様、教える。)                | Хонамі Інамура                  | Аюмі Секіне   | Хонамі Інамура                  | 28 травня 2025          |
| Під час покупок Артур відчуває присутність з магазину, що продає видобуті звірині ядра. Лілія давно бажала одне, оскільки вони іноді містять звірині волі, але її батьки вважають це обманом, коли вона повинна зосередитися на пробудженні власного ядра. Лілія нишком пробирається до іншого магазину, щоб таємно купити дешеве ядро. Артур намагається відрадити її на випадок, якщо це не спрацює, і їхня суперечка турбує хлопців з Академії. Майже доходить до бійки, але хлопці йдуть, зрозумівши, що Лілія — донька Вінсента, фінансового донора Академії. Вінсент запевняє Артура, що бійка не вплине на його вступ до Академії. Лілія засмучується, відчуваючи, що Вінсент посилає Артура лише як заміну для неї, оскільки вона не може використовувати магію. Пізніше вона вибачається перед Артуром за свої ревнощі. Вирішивши допомогти, Артур вдає, що відправив Лілію до Еленуару на навчання. Спочатку Вінсент і Табіта розлючені, але незабаром розуміють, що вони несправедливо тиснули на Лілію. Лілія зізнається, що насправді ніколи не їхала; вона просто хотіла, щоб вони зрозуміли. Вінсент вибачається і обіцяє підтримати Лілію незалежно від того, яке майбутнє вона обере. Лілія сама вирішує відвідувати Академію, тому Артур використовує техніку Віріона, щоб примусово пробудити сплячі ядра в Лілії та Елеонорі. Вінсент влаштовує вечірку на честь цього. Тим часом, зловісний чоловік зацікавлюється аукціонним будинком Вінсента.                           |                                                                                       |                                 |               |                                 |                         |
| 10 | «Непокора короля» Транслітерація: «Ōsama, Sakarau.» (яп. 王様、逆らう。)              | Сюндзі Йосіда                   | Сатоко Секіне | Такаші Іїда                     | 4 червня 2025           |
| Вінсент проводить аукціон, на якому король Блейн купує дитинча Світового Лева для свого сина, принца Кертіса, як партнера-мана-звіра. Себастьян, королівський маг, егоїстично вимагає, щоб Артур віддав йому Сільві як свого партнера. Коли Артур відмовляється, Себастьян погрожує його родині, розлючуючи Артура настільки, що його жага крові пошкоджує всю будівлю. Не знаючи, що це був Артур, Блейн припускає, що це був магічний убивця, і карає Рейнольдса за погану охорону. Себастьян пропонує здати Сільві як належне покарання, але Артур відмовляється, безпосередньо протистоячи Блейну. Лицарі Блейна хапають Артура, але він перемагає їх. Потім він заморожує час для всіх, крім Себастьяна, і після того, як ламає йому ногу, жахає його своїм звірячим ядром, яке набуває форми Сільвії. Наступного дня Блейн надсилає посланця з вибаченнями та запевняє, що лицарів, як і Себастьяна, звільнили, оскільки той безладно говорив про те, що Артур зламав йому ногу, перебуваючи в іншій частині кімнати. Блейн також надсилає золото як хабар, натякаючи, що все ще може покарати Рейнольдса, якщо хабар буде відхилено. Рейнольдс дозволяє Артуру взяти золото на майбутнє. Однак Артур незадоволений тим, як все закінчилося, і вирішує вступити до Академії, щоб навчитися використовувати Сільві як свого партнера. Там він зустрічає таємничу жінку. |                                                                                       |                                 |               |                                 |                         |
| 11 | «Рішення короля» Транслітерація: «Ōsama, Ketsui Suru.» (яп. 王様、決意する。)         | Гоічі Івахата, Кейтаро Мотонага | Тоуко Мачіда  | Кейтаро Мотонага                | 11 червня 2025          |
| Жінка, директорка Гудскі, викликає Артура на дуель і перемагає, але відчуває його потенціал. Артур погоджується навчатися у неї, якщо вона надасть захист його родині. Він також відкладає своє зарахування до академії, поки не досягне відповідного віку, плануючи спочатку три роки бути авантюристом. Еліс погоджується за умови, що він повертатиметься додому кожні кілька місяців, тоді як Рейнольдс наполягає на тому, щоб його супроводжував досвідчений авантюрист, на що погоджується Жасмін. Артур іде купувати меч у Вінсента, але розчарований вибором. Сільві знаходить важкий залізний посох, який виявляється мечем, що може бути витягнутий лише при наповненні магією. Меч, на якому викарбувано «Dawn's Ballad W.K IV.», магічно зменшується до ідеального розміру для його руки. Вважаючи меч магічним артефактом, Артур купує набагато дешевший меч для вигляду і, оскільки Вінсент вважає його просто дешевим залізним посохом, отримує магічний меч безкоштовно як одноразову тренувальну зброю. Кілька тижнів по тому, на свій дев'ятий день народження, Артур отримує від Еліс лікувальну магічну рукавицю, а також перстень, який попередить Еліс, якщо він перебуватиме у смертельній небезпеці, та одноразовий сувій для надсилання термінового повідомлення. Завершивши підготовку, він прощається з батьками та вирушає з Жасмін. |                                                                                       |                                 |               |                                 |                         |
| 12 | «Відправлення Короля» Транслітерація: «Ōsama, Tabidatsu.» (яп. 王様、旅立つ。)        | Кейтаро Мотонага                | Аюмі Секіне   | Гоічі Івахата                   | 18 червня 2025          |
| Жасмін веде Артура до гільдії авантюристів, щоб отримати ліцензію від Гільдмайстра Каспіана Блейдхарта, який повідомляє Жасмін, що її батько шукав її. Артур вирішує зареєструватися під псевдонімом Нота. Під час іспиту Артур стає свідком того, як зарозумілий молодий напівельф на ім'я Лукас намагається підступно напасти на екзаменатора, чому Артур запобігає, і Лукас отримує лише B-ранг. Каспіан сам проводить іспит Артура і визнає його B-рангом. Представники гільдії підозрюють, що так багато дітей реєструються та одразу отримують B-ранг. Каспіан не здивований, оскільки нещодавній культурний обмін призвів до того, що гільдії зняли заборону на ельфів та гномів. Мати Лукаса була ельфійською рабинею, а його батько був її власником, лордом Вайксом, який бажав сина-чарівника. Також варто відзначити Елайджу Найта, людину, вирощену гномами. Жасмін веде Артура на тренування в зону низької небезпеки, але там втікач-кабан влаштовує погром. Минуле «я» Артура раптом попереджає його бути терплячим і чекати слушного моменту, що Артур і робить, в результаті чого вбиває кабана. Жасмін розповідає, що стала авантюристкою, щоб втекти від своєї родини, Флеймсвортів, більшість з яких все одно відкинули її, коли виявилося, що вона не володіє фірмовою магією вогню своєї родини. Тим часом Тессія спостерігає за Артуром через кришталеву кулю і засмучена, бачачи його з черговою жінкою. Через два роки Артур стає відомим як Нота, Маскований Мечник. |                                                                                       |                                 |               |                                 |                         |

## Нотатки
1. ↑  Прем'єра серіалу на Fuji TV запланована на 2 квітня 2025 року о 24:45, тобто фактично на 3 квітня о 12:45 за японським часом, хоча на AT-X найраніший реліз — 2 квітня.

## Сприйняття
Мел Лейк з Multiversity Comics високо оцінив шлях головного героя, особливо його психологічні аспекти. Лейк також похвалив художнє оформлення, зокрема бойові сцени, фони та обличчя. Ванесса Пінья зі Screen Rant порівняла серіал з «Тільки я візьму новий рівень», водночас назвавши його естетику та оповідь «відмінними».
Алекс Трент з Game Rant повідомив, що 40 000 фанатів підписали петицію з пропозицією перезняти аніме-серіал через низьку якістю анімації.